# Loupe (Windows)
Cet article court présente un sujet plus développé dans : Microsoft Windows.
Pour les articles homonymes, voir Loupe (homonymie).

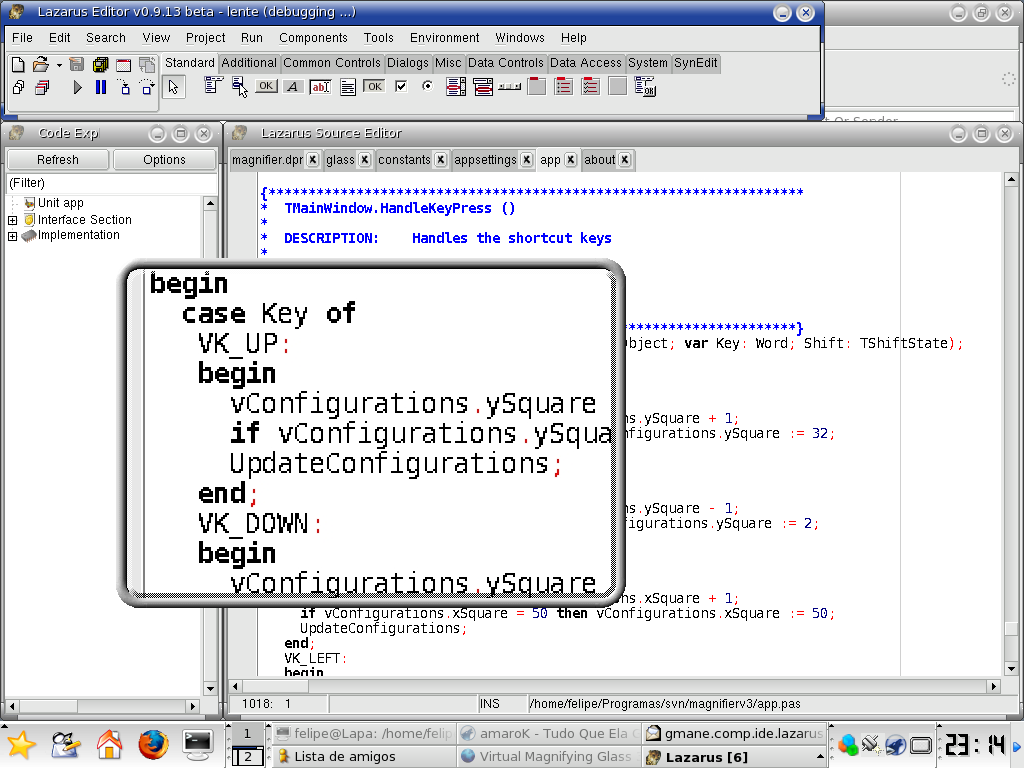
Capture d'écran de Virtual Magnifying Glass, un logiciel de loupe similaire au composant natif de Windows, permettant d'agrandir une zone de l'écran.

La loupe (en anglais, magnifier) est un composant natif de Windows, le système d'exploitation de Microsoft.
Ce programme permet, à l'instar d'une loupe, d'agrandir la taille des caractères et des images affichés à l'écran. Il est particulièrement utile comme outil d'accessibilité pour les utilisateurs ayant des troubles de la vision.
Dans Windows 7, la loupe se trouve dans le dossier Accessoires, rangée parmi les Options d'ergonomie avec d'autres composants comme le clavier visuel ou le narrateur. Il existe aussi le raccourci clavier Windows + +. Ce raccourci est également disponible sur Windows 10.